# Rejon medycki
Rejon medycki (ukr. Медиківський район) – dawna jednostka podziału administracyjnego Ukraińskiej Socjalistycznej Republiki Radzieckiej w Związku Socjalistycznych Republik Radzieckich w latach 1940–1941 i 1944–1948. Należał do obwodu drohobyckiego. Siedziba władz rejonu znajdowała się w Medyce.

## Historia
Rejon medycki został utworzony 17 stycznia 1940 na podstawie dekretu Prezydium Rady Najwyższej USRR o podziale na rejony zachodnich obwodów USRR, kiedy to w obwodzie drohobyckim utworzono 30 rejonów, między innymi medycki. Rejon objął obszary na wschód i południe od linii Sanu i Wiaru:
- całą gminę Medyka;
- prawie całą gminę Stubno (bez gromad Dusowce i Walawa[3]);
- prawie całą gminę Popowice (bez gromady Przekopana[4]).
- gromada Łuczyce z gminy Hermanowice,
- gromada Boratycze z gminy Miżyniec,
- gromada Bojowice z gminy Hussaków.

Obszar rejonu wchodził przed wojną w skład powiatu przemyskiego w województwie lwowskim.
Rejon medycki przestał istnieć wraz z wybuchem wojny niemiecko-radzieckiej 22 czerwca 1941. Jego tereny weszły w skład Landkreis Przemysl dystryktu krakowskiego Generalnego Gubernatorstwa.
Rejon został odtworzony 31 lipca 1944, po zajęciu tych terenów przez Armię Czerwoną.
W marcu 1945, w wyniku wytyczenia granicy między ZSRR a Polską, znaczną część rejonu medyckiego włączono do Polski:
- na północy gromady Barycz, Chałupki Dusowskie, Nakło, Poździacz, Skład Solny, Stubienko, Stubno i Torki;
- na południu gromady Hurko, Hureczko i Krówniki.

Z północnych gromad reaktywowano gminę Stubno, natomiast południowe gromady włączono do gminy Przemyśl; obie weszły w skład reaktywowanego powiatu przemyskiego, od 18 sierpnia 1945 w nowym woj. rzeszowskiego.
Ponadto w ZSRR od rejonu medyckiego odłączono Rożubowice, włączając je do nowo utworzonego rejonu niżankowickiego (w wyniku zmiany ciągów komunikacyjnych po włączeniu większej części rejonu przemyskiego do Polski), po czym znacznie okrojony rejon medycki podzielono na 12 rad (stan na 1 stycznia 1947):
- rada wiejska Buców (Буцівська сільська рада) – wieś Buców (Буців), chutor Maryniwka (Маринівка);
- rada wiejska Byków (Биківська сільська рада) – wieś Byków (Биків);
- rada wiejska Chodnowice (Хідновицька сільська рада) – wieś Chodnowice (Хідновичі), chutor Chraplice (Храпличі);
- rada wiejska Cyków (Циківська сільська рада) – wieś Cyków (Циків);
- rada wiejska Jaksmanice (Ясманицька сільська рада) – wieś Jaksmanice (Яксманичі);
- rada wiejska Medyka (Медиківська сільська рада) – wieś Medyka (Медика), chutor Medyckie (Медиківський);
- rada wiejska Nowosiółki Wielkie (Великоновосілківська сільська рада) – wsie Nowosiółki Wielkie (Великі Новосілки) i Nowosiółki Małe (Малі Новосілки);
- rada wiejska Pleszowice (Плешевицька сільська рада) – wieś Pleszowice (Плешевичі);
- rada wiejska Popowice (Поповицька сільська рада) – wieś Popowice (Поповичі);
- rada wiejska Siedliska (Селиська сільська рада) – wieś Siedliska (Селиська), chutor Kaczmary (Качмарі);
- rada wiejska Szeginie (Шегинівська сільська рада) – wieś Szeginie (Шегині), chutor Buśków (Буськів), chutor Kostywięta (Костивята);
- rada wiejska Tyszkowice (Тишковицька сільська рада) – wieś Tyszkowice (Тишковичі).

15 maja 1948 rady wiejskie Jaksmanice, Medyka i Siedliska zniesiono i przekazano Polsce w ramach korekty granic z ZSRR. W sumie 1102 rodzin, lub 3329 mieszkańców, wysiedlono z tych rad i przesiedlono do innych rejonów obwodu drohobyckiego. Rady włączone do Polski weszły w skład reaktywowanej gminy Medyka, do której dołączono także gromady Hurko i Hureczko z gminy Przemyśl oraz gromadę Torki z gminy Stubno. Po korekcie granicy państwowej rejon medycki został rozwiązany 15 maja 1948 (w związku z utratą jego siedziby, Medyki), a jego pozostały obszar (9 rad) zintegrowano:
- z rejonem mościskim – Buców, Byków, Nowosiółki Wielkie i Szeginie;
- z rejonem niżankowickim – Chodnowice, Cyków, Pleszowice, Popowice i Tyszkowice.